# Dorridge
Dorridge – wieś w Anglii, w hrabstwie ceremonialnym West Midlands, w dystrykcie metropolitalnym Solihull. Leży 16 km na południowy wschód od miasta Birmingham i 148 km na północny zachód od Londynu.